# W61CA
W61CA（ダブリュ 61シーエイ）は、カシオ計算機およびカシオ日立モバイルコミュニケーションズ（現・NECカシオ モバイルコミュニケーションズ）が日本国内向けに開発した、auブランドを展開するKDDIおよび沖縄セルラー電話の携帯電話である。

## 特徴
ベストセラーとなった同社の2007年夏モデルW52CAとEXILIMケータイ W53CAの、それぞれの長所を組み合わせた端末である。。背面デザインはW52CAをベースとしており、W53CAと同等の515万画素AF付きカメラを搭載している。W52CA同様に防水性に優れ、W53CAには搭載されなかったワンセグも視聴可能である（W52CAには搭載されていた）。画面解像度はW53CAのワイドVGAからワイドQVGAになっているものの、W51CAに搭載され人気だった「ステップキー」を採用し、より操作性に優れている。そしてカシオ計算機製の端末にプリセットされるアデリーペンギンにも対応している。最新プラットフォーム「KCP+」やEV-DO Rev.Aなどには対応しないものの、既存のWIN対応端末としてはハイスペックな端末となっている。本機はカシオ製端末として初めて4色のカラーバリエーションが登場した。なお同社製のau向け端末としては最後の「KCP」、並びにEV-DO Rev.0（Rel.0）に対応した端末となった。

折りたたみキーボード レミット W61CA」

## 沿革
- 2008年1月28日 KDDI、およびカシオ計算機、カシオ日立モバイルコミュニケーションズより公式発表。
- 2008年2月1日 全国にて一斉発売。但し、ローブホワイトに限り遅れて発売となる。
- 2008年2月26日 沖縄地区でローブホワイトが発売。
- 2008年2月27日 北陸地区でローブホワイトが発売。
- 2008年2月28日 上記以外の残りの地区でローブホワイトが発売。
- 2014年3月31日 修理受付終了。[5]

## 対応サービス
- au LISTEN MOBILE SERVICE（ビデオクリップ）
- EZナビウォーク（声de入力・3D対応）
- EZ助手席ナビ
- 安心ナビ
- 災害時ナビ
- 緊急通報位置通知
- 緊急地震速報
- EZ FeliCa
- EZチャンネルプラス・EZチャンネル
- EZケータイアレンジ
- PCサイトビューアー
- EZアプリ (BREW)（オープンアプリプレイヤー対応）
- デコレーションメール
- 絵しゃべりメール
- ラッピングメール
- Touch Message
- 赤外線通信 (IrSimple)
- au Smart Sports
- SD-Audio (AAC)

ほか